# Ariel Weil
Pour les articles homonymes, voir Weil.
Ariel Edmond Nicolas Weil, né le 5 juin 1973 à Jérusalem (Israël), est un économiste et homme politique franco-israelien.
Membre du Parti socialiste, il est élu maire du 4e arrondissement de Paris de 2017 à 2020, échéance à laquelle il devient maire du secteur Paris Centre (comprenant les 1er, 2e, 3e et 4e arrondissements).

## Biographie

### Jeunesse et études
Né en 1973, Ariel Weil est issu d'une famille juive française. Il est le fils d'un pédopsychiatre et d'une psychologue, eux-mêmes enfants de rescapés de la Shoah. Ses grands-parents tenaient un restaurant rue Vieille-du-Temple, désormais emplacement de la brasserie « Les philosophes ».
Il grandit à Paris où il étudie au lycée Henri-IV. Après un baccalauréat scientifique, une année d'études Hypokhâgne et de Khâgne B/L suivi d'un master auprès de l'École nationale de la statistique et de l'administration économique (ENSAE) de 1993 à 1996, il effectue un master à l'Institut d'études politiques de Paris de 1995 à 1997 et une licence de lettres modernes / licence de littérature anglaise et américaine à l'Université Paris Diderot, puis un Master in Business Administration (MBA) de la Harvard Business School de 2001 à 2003.

### Carrière professionnelle
Il commence sa carrière comme adjoint de l’attaché culturel de l’ambassade de France aux États-Unis de 1997 à 1998.
De 1999 à 2001, il est consultant senior en stratégie d'entreprises auprès de Booz Allen Hamilton, cabinet de conseil en management américain.
De 2003 à 2004 il est consultant en développement auprès de la Banque Mondiale et de l'ONG de développement TechnoServe organisation partenaires de l'USAID Agence des États-Unis pour le Développement international.
En avril 2004, il entre au siège new-yorkais de l'agence de notation Moody's Investors Service (en). Il deviendra en 2008, Senior Vice President de l'agence de notation Moody's France, chargé du partenariat analytique avec Euler Hermes pour le développement de services de notation des PME et ETI européennes.

### Carrière politique
Il est assistant parlementaire du sénateur PS Henri Weber en 1999 et entre au Parti socialiste en 2012.
En 2012, il cofonde « Bouger les lignes » (anciennement appelé Ligne 15), un club de réflexion fondé par de jeunes professionnels issus à parité du secteur public et du secteur privé.
En 2014, il est élu au conseil municipal du 4e arrondissement de Paris, délégué à l'architecture, à l'urbanisme, à l'innovation, au numérique, à la recherche et à l'enseignement supérieur, puis, à partir de 2017, délégué au commerce, à l'artisanat et à l'emploi.
Le 23 novembre 2017, il est élu maire du 4e arrondissement. Il succède alors à Christophe Girard, devenu adjoint à la maire de Paris,. Le 11 juillet 2020, il est élu maire du secteur Paris Centre regroupant les quatre premiers arrondissements de Paris. Il est le premier titulaire de cette fonction. Il est aussi Conseiller de Paris et Conseiller métropolitain du Grand Paris.
Il est reconnu maire favorable au développement du vélo et en faveur d'une régulation des trottinettes.
En tant que maire du 4e arrondissement, il est investi dans les mesures à prendre après l'incendie de Notre-Dame de Paris, notamment en raison de la pollution au plomb.
En tant que maire du secteur de Paris Centre, il est très impliqué dans la transformation de la place du Louvre et plus largement dans le rééquilibrage de l’espace public au profit des piétons.
En 2024, inquiet de la montée de l'antisémitisme et dénonçant une ambiguïté d'une partie de la gauche sur la question, dans une tribune collective, il appelle le premier secrétaire du Parti Socialiste, Olivier Faure, à réagir. En avril 2025, il fonde avec d'autres membres du PS le “Cercle socialiste des ami·e·s d’Israël”. Pour fondation, ils signent un texte dans lequel ils évoquent le “drame vécu par les Gazaouis” et évoquent les “mesures absolument uniques qu’Israël met en place pour limiter les pertes civiles et alléger la souffrance des populations”, ce qui suscite de nombreuses réactions sur les réseaux sociaux.
Proche de Bernard Cazeneuve, il appelle, après les élections législatives de 2024, à la reconstruction d’une gauche “progressiste, européenne, républicaine, écologiste, laïque, fraternelle, féministe et universelle” et est opposé à une alliance du Parti socialiste avec la France Insoumise.
En avril 2025, la mairie de Paris-Centre, dirigée par Ariel Weil, annonce la fermeture du parc du Clos des Blancs Manteaux aux chiens, suscitant une mobilisation locale sans précédent. Cette décision, jugée unilatérale et sans concertation par plusieurs associations de riverains, est critiquée pour son impact sur le lien social de quartier .

## Synthèse des résultats électoraux

### Élections municipales
Les résultats ci-dessous concernent uniquement les élections où il est tête de liste.
| Année | Parti | Parti | Circonscription | Premier tour | Premier tour | Premier tour | Second tour | Second tour | Second tour | Sièges  | Sièges | Sièges |
| Année | Parti | Parti | Circonscription | Voix         | %            | Rang         | Voix        | %           | Rang        | CM      | CP     | MGP    |
| ----- | ----- | ----- | --------------- | ------------ | ------------ | ------------ | ----------- | ----------- | ----------- | ------- | ------ | ------ |
| 2020  |       | PS    | Paris Centre    | 10 038       | 33,72        | 1er          | 13 813      | 53,32       | 1er         | 19 / 24 | 7 / 8  | 2 / 3  |

## Vie privée
Ariel Weil est marié avec Delphine Horvilleur, femme rabbin et essayiste. Ils ont trois enfants.